# Jia Xiuquan
Jia Xiuquan, född 9 november 1963 i Dalian i Kina, är en kinesisk fotbollstränare och före detta spelare.